# Susana de Sousa Dias
Susana de Sousa Dias (Lisboa, 1962), é uma investigadora e realizadora portuguesa premiada. É conhecida por utilizar como matéria prima para os seus documentários imagens arquivadas que datam do Estado Novo. É o caso de 48, o seu filme mais conhecido e premiado em vários festivais de cinema.

## Biografia
Susana de Sousa Dias, nasceu no dia 22 de Janeiro de 1962 em Lisboa.
Tem 12 anos quando, em 1974, se dá a queda do Estado Novo, com a revolução do 25 de Abril. Adere à União dos Estudantes Comunistas e dois anos mais tarde, integra o Movimento Alfa, no qual participou nas campanhas de alfabetização e dinamização cultura; e trabalhou em salinas e na apanha da azeitona, do tomate e do milho.
Estudou na Escola Superior de Teatro e Cinema onde fez o bacharelato em Cinema. Seguiu-se a Escola Superior de Belas-Artes de Lisboa, tendo se formado em  Artes Plásticas-Pintura em 1991. É também aqui que irá obter, em 2014, o doutoramento em Belas-Artes, na especialidade de Audiovisuais.
Em 2002, estudou na La Fémis (École Nationale Supérieure des Métiers de l’Image et du Son) em Paris, onde fez a formação em Documentários e Arquivos.
Começa a trabalhar em cinema em 1987, no filme Os Emissários de Khalom, realizado por António de Macedo, de quem é filha. Dez anos mais tarde, estreia-se como realizadora, ao realizar o seu primeiro documentário, sobre a época de ouro do cinema português para a série documental História do Cinema Português.
Juntamente com a produtora Ana Jordão, a investigadora Cíntia Gil e a programadora Cinta Pelejá, fez parte do grupo que dirigiu o DocLisboa em 2012 e 2013, e que introduziu novas secções na sua programação, nomeadamente: Cinema de Urgência,  Passagens e Verdes Anos.
Paralelamente à sua carreira cinematográfica, Susana de Sousa Dias faz parte do corpo docente da Faculdade de Belas-Artes de Lisboa.

## Prémios e Reconhecimento
A sua obra tem sido reconhecida a nível internacional, tendo sido premiada em vários festivais de cinema internacionais.
Realiza em 2005, a sua primeira longa-metragem a que dá o nome de Natureza Morta: Visages d’une Dictature e pela qual é galardoada com: 
- O Prémio Atalanta para Melhor Documentário Português no DocLisboa de 2005 [18]

- O Prémio de Mérito no Merit Prize na edição de 2006 do Taiwan International Documentary Festival [19]
- Obteve também uma Menção Honrosa no Slow Film Festival na Hungria [19]

Com o seu documentário mais conhecido, intitulado de 48, no qual utiliza fotografias de presos políticos tiradas durante os 48 anos da ditadura portuguesa que contam a sua história em voz off, Susana de Sousa Dias ganhou, entre outros: 
- Ganhou o Cinéma du Réel Grand Prix, atribuído na edição de 2010 do Cinema Du Réel, um dos mais conceituados festivais de documentários [21][3]
- Recebeu o Prémio Andorinha para Melhor Montagem na categoria de documentário no CinePort - Festival de Cinema de Países de Língua Portuguesa [22]
- Foi premiada no festival Caminhos do Cinema Português de 2010, com o Prémio Dom Quijote [23]
- No Festival Internacional Punto de Vista em Navarra, foi galardoado com uma menção especial do júri [24]
- Ganhou o Prémio Opus Bonum para Melhor Documentário no Festival Internacional do Filme Documentário de Jihlava (República Checa) [24][25]

Em 2016, volta a abordar a ditadura portuguesa no documentário Luz Obscura, a partir do efeito que esta teve nas famílias dos preso políticos e é distinguida com: 
- Na DocumentaMadrid com uma Menção Especial do Júri da secção da Competição Internacional de Longas-Metragens [27]

É novamente galardoada pelo documentário Fordlandia Malaise:
- É duplamente premiada com o Prémio Melhor Documentário Universidade de Coimbra e o Prémio do Júri de Imprensa Cision, na edição de 2019 do festival Caminhos do Cinema Português
- No MDOC – Festival Internacional de Documentário de Melgaço de 2019, obteve o Prémio Jean Loup Passek para Melhor Documentário Português [28]

## Filmografia Seleccionada
Realizou os documentários: 
- 1997 - Uma Época de Ouro: Cinema Português 1930-1945, o terceiro episódio da série documental História do Cinema Português [31]

- 2000 - Processo-Crime 141/53: Enfermeiras no Estado Novo

- 2005 - Natureza Morta: Visages d’une Dictature [32][33]

- 2010 - 48 [34][35]

- 2016 - Luz Obscura [36]
- 2019 - Fordlandia Malaise
- 2020 - Viagem ao Sol